# Суданка
Суданката (нарича се и Суданска трева) е хибриден вид едногодишно зърнено-житно растение от род Сорго култивиран от хората и отглеждан с цел производство на зърно и основно на зелен фураж или производство на силаж.
Произхожда от Судан и от там в началото на 20 век е пренесена в Америка. От там вторично е пренесена в Европа. В България културата е пренесена от бившия СССР. Отглеждавето на суданка в страната е ограничено основно в Северна България. Отглежда се за сено или паша самостоятелно или в смески с подходящи бобови култури. Използва се и за силажиране.
Суданката се отличава от останалите зърнено-житни култури по това, че притeжава по-висока отавност и по-голяма продуктивност. За вегетационен период дава до три коситби, а при пасищно използване до пет подраста. Зелената маса и сеното от суданка имат голям процент листна маса и се приемат с апетит от всички видове селскостопански животни. В млада възраст зелената част на суданката съдържа цианогенния гликозида дорин, който посредством процес на цианогенеза може да причини циановодородно отравяне. За разлика от останалите представители на род Сорго съдържанието на дурин в суданката е най-ниско. Сеното не носи този гликозид поради факта, че при сушене той се разпада.
Суданката е топлолюбива и устойчива култура. Поради факта, че тя извлича ценни вещества от почвата тя не е предпочитана за предшественик на други култури. Обикновено се отглежда след култури като цвекло и слънчоглед. За паша суданката се използва като започне вретененето. За сено се коси в периода на начало на изметляването.